# アヴォワーズ・ド・ノルマンディー

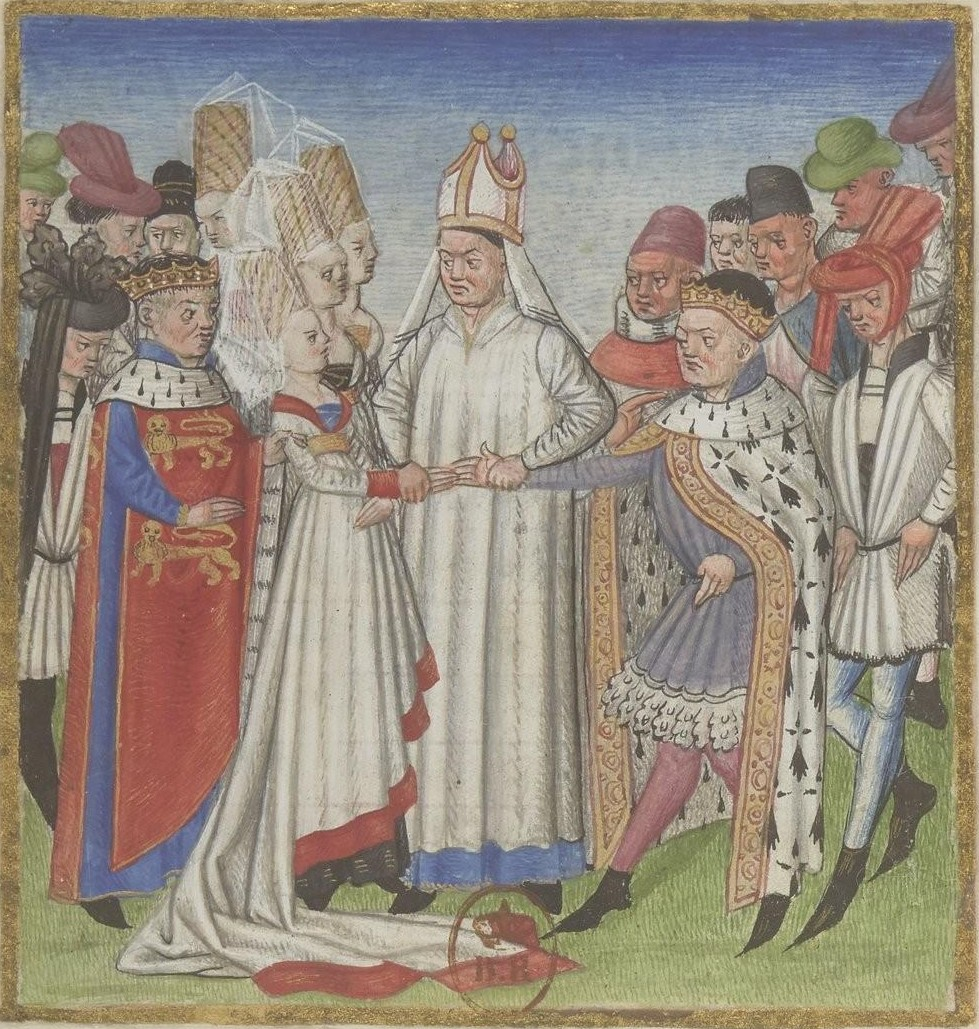
アヴォワーズとジョフロワ1世の結婚式

アヴォワーズ・ド・ノルマンディー（フランス語：Havoise de Normandie, 980年ごろ - 1034年2月21日）は、ブルターニュ公ジョフロワ1世妃、また、1008年から1026年まで息子アラン3世の摂政をつとめた。

## 生涯
アヴォワーズはノルマンディー公リシャール1世と妃グンノールの娘で、兄弟にリシャール2世やルーアン大司教ロベールがいる。
アヴォワーズと2人の姉妹は、結婚により重要な同盟関係を築いた。エマは、最初にエゼルレッド2世と、2度目にクヌート1世と結婚し、2度イングランド王妃となった。また、マティルドはブロワ伯ウード2世と結婚した。そしてアヴォワーズは996年に行われた重要な二重結婚の花嫁の1人で、アヴォワーズはブルターニュ公ジョフロワ1世と、少し後に兄リシャール2世はジョフロワ1世の妹ジュディットと結婚した。このノルマンディーとブルターニュの間の二重の同盟は、おそらく両方の家族を保護するために決められたものであり、ブルターニュに対しては思惑通り役に立った。
1008年、ジョフロワ1世がアラン3世とウードの幼い2人の息子を残して死去し、リシャールは2人が若年の間、2人の後見をつとめ、ブルターニュの統治に重要な役割を果たした。
アヴォワーズもアラン3世が若年の間、摂政となった。1010年、摂政アヴォワーズと幼いアラン3世は、ノルマンディーからブルターニュに広がった農民の反乱に見舞われた。 アランは母親に励まされ、貴族たちを率いて反乱を鎮圧させることができた。
アヴォワーズは1034年2月21日に死去した。

## 子女
- アラン3世（997年 - 1040年）[7] - ブルターニュ公
- エヴェヌス（998年頃 - 1037年以降）[7]
- ウード（エオン1世）（999年頃 - 1070年）[7] - パンティエーヴル伯、ブルターニュ公
- アデール（1067年没） - レンヌのサン・ジョルジュ女子修道院長[8]